# Municipio de Clyde (Carolina del Norte)
El municipio de Clyde (en inglés: Clyde Township) es un municipio ubicado en el  condado de Haywood en el estado estadounidense de Carolina del Norte. En el año 2010 tenía una población de 6.542 habitantes.

## Geografía
El municipio de Clyde se encuentra ubicado en las coordenadas 35°32′6.37″N 82°56′36.49″O / 35.5351028, -82.9434694.